# Armin Shimerman
Armin Shimerman, född 5 november 1949 i Lakewood, New Jersey, är en amerikansk skådespelare.
Shimerman var den första skådespelare som fick spela en ferengi i Star Trek. Detta skedde i avsnittet "The Last Outpost" och Shimermans rollkaraktär hette Letek. Några år senare blev han erbjuden rollen som Quark i Star Trek: Deep Space Nine. Han har medverkat i filmen Öga för öga. Han spelar även rösten som Dr. Nefarious i datorspelserien Ratchet & Clank.
Shimerman är sedan 16 maj 1981 gift med Kitty Swink.

## Filmografi (urval)

### Filmer
| År   | Titel                   | Roll                   | Info       |
| ---- | ----------------------- | ---------------------- | ---------- |
| 1980 | Stardust Memories       | Eulogy Audience        |            |
| 1986 | The Hitcher             | Interrogation Sergeant |            |
| 1998 | Star Trek: Insurrection | Quark                  | Scenes cut |

### TV-serier
| År        | Titel                          | Roll                                 | Info                |
| --------- | ------------------------------ | ------------------------------------ | ------------------- |
| 1979      | Women at West Point            | Major Logan                          | TV movie            |
| 1987-1990 | Beauty and the Beast           | Pascal                               | 16 avsnitt          |
| 1987      | Star Trek: The Next Generation | Letek                                | "The Last Outpost"  |
| 1989      | Star Trek: The Next Generation | DaiMon Bractor                       | "Peak Performance"  |
| 1989      | L.A. Law                       | Timothy Wiseboro                     | "Consumed Innocent" |
| 1994      | Star Trek: The Next Generation | Quark                                | "Firstborn"         |
| 1994      | L.A. Law                       | Ernest Frye                          | "Tunnel of Love"    |
| 1995      | Star Trek: Voyager             | Quark                                | "Caretaker"         |
| 1994      | Seinfeld                       | Stan                                 | "The Caddy"         |
| 1997      | Stargate SG-1                  | Anteaus                              | "The Nox"           |
| 1997      | Ally McBeal                    | Judge Walworth                       | "Boy to the World"  |
| 1993-1999 | Star Trek: Deep Space Nine     | Quark / Herbert Rossoff / Audrid Dax | 173 avsnitt         |
| 1997-2000 | Buffy och vampyrerna           | Principal Snyder                     | 19 avsnitt          |
| 2009      | Leverage                       | Dr. Patemkin                         | "The Juror #6 Job"  |